# (275) Sapientia
(275) Sapientia és un asteroide pertanyent al cinturó d'asteroides descobert el 15 d'abril de 1888 per Johann Palisa des de l'observatori de Viena, Àustria.
Està nomenat així per la paraula en llatí per a saviesa.